# Collegio elettorale di Taranto - Italia - Monte Granaro
Il collegio di Taranto - Italia - Monte Granaro fu un collegio elettorale uninominale della Repubblica Italiana per l'elezione della Camera dei deputati. Apparteneva alla circoscrizione Puglia e fu utilizzato per eleggere un deputato nella XII, XIII e XIV legislatura.
Venne istituito nel 1993 con la cosiddetta Legge Mattarella (Legge n. 277, Nuove norme per l'elezione della Camera dei deputati), attuata in seguito al referendum abrogativo del 1993. La legge istituì per la Camera dei deputati e per il Senato della Repubblica un sistema di elezione misto, in parte maggioritario e in parte proporzionale. Il 75% dei parlamentari dell'assemblea veniva eletto in collegi uninominali tramite sistema maggioritario a turno unico; il restante 25% alla Camera veniva eletto tramite sistema proporzionale con liste bloccate.
Il collegio venne abolito insieme a tutti gli altri che costituivano la Camera con la promulgazione della legge elettorale successiva, la cosiddetta Legge Calderoli. Questa prevedeva un sistema proporzionale con premio di maggioranza, che alla Camera veniva attribuito a livello nazionale.

## Territorio
Il collegio di Taranto - Italia - Monte Granaro era uno dei 34 collegi uninominali in cui era suddivisa la Puglia e, come previsto dal D.Lgs. del 20 dicembre 1993 n. 536, comprendeva parte del comune di Taranto.

## Eletti
| Elezione | Elezione | Deputato         | Partito                   |
| -------- | -------- | ---------------- | ------------------------- |
|          | 1994     | Pietro Cerullo   | Lega d'Azione Meridionale |
|          | 1996     | Giancarlo Cito   | Lega d'Azione Meridionale |
|          | 2001     | Massimo Ostillio | L'Ulivo (UDEUR)           |

## Dati elettorali

### XII legislatura

#### Risultati proporzionale
| Coalizioni        | Coalizioni                | Liste                                 | Liste                              | Voti   | %     |
| ----------------- | ------------------------- | ------------------------------------- | ---------------------------------- | ------ | ----- |
|                   | Lega d'Azione Meridionale | Lega d'Azione Meridionale             | Lega d'Azione Meridionale          | 22.382 | 29,83 |
|                   | Progressisti              |                                       | Partito Democratico della Sinistra | 14.098 | 18,79 |
|                   | Progressisti              | Rifondazione Comunista                | 3.300                              | 4,40   |       |
|                   | Progressisti              | Federazione dei Verdi                 | 1.862                              | 2,48   |       |
|                   | Progressisti              | Alleanza Democratica                  | 1.091                              | 1,45   |       |
|                   | Progressisti              | Partito Socialista Italiano           | 709                                | 0,94   |       |
|                   | Progressisti              | Movimento per la Democrazia - La Rete | 514                                | 0,69   |       |
| Totale coalizione | Totale coalizione         | 21.574                                | 28,75                              |        |       |
|                   | Polo del Buon Governo     |                                       | Alleanza Nazionale                 | 12.939 | 17,24 |
|                   | Patto per l'Italia        |                                       | Partito Popolare Italiano          | 5.205  | 6,94  |
|                   | Patto per l'Italia        | Patto Segni                           | 5.048                              | 6,73   |       |
| Totale coalizione | Totale coalizione         | 10.253                                | 13,67                              |        |       |
|                   | Lista Pannella            | Lista Pannella                        | Lista Pannella                     | 3.774  | 5,03  |
|                   | Programma Italia          | Programma Italia                      | Programma Italia                   | 2.723  | 3,63  |
|                   | Utopia                    | Utopia                                | Utopia                             | 630    | 0,84  |
|                   | Socialdemocrazia          | Socialdemocrazia                      | Socialdemocrazia                   | 232    | 0,31  |
|                   | Alleanza Popolare         | Alleanza Popolare                     | Alleanza Popolare                  | 130    | 0,17  |
|                   | Solidarietà e Progresso   | Solidarietà e Progresso               | Solidarietà e Progresso            | 117    | 0,16  |
|                   | Alleanza di Programma     | Alleanza di Programma                 | Alleanza di Programma              | 99     | 0,13  |
|                   | Unione Popolare           | Unione Popolare                       | Unione Popolare                    | 67     | 0,09  |
|                   | Democrazia e Solidarietà  | Democrazia e Solidarietà              | Democrazia e Solidarietà           | 66     | 0,09  |
|                   | Rinascita Salentina       | Rinascita Salentina                   | Rinascita Salentina                | 47     | 0,06  |
| Totale            | Totale                    | Totale                                | Totale                             | 75.033 |       |

#### Risultati uninominale
|                               | Pietro Cerullo ✔️ Eletto | Lega d'Azione Meridionale                         | 23 429 | 30,82 |  |  |  |  |  |
|                               | Cosimo D'Elia            | Polo del Buon Governo (FI - AN - CCD - UDC - PLD) | 20 345 | 26,77 |  |  |  |  |  |
|                               | Enea De Archangelis      | Progressisti                                      | 19 705 | 25,92 |  |  |  |  |  |
|                               | Cesare Mattesi           | Patto per l'Italia                                | 10 645 | 14,00 |  |  |  |  |  |
|                               | Elia Vernaglione         | Lista Marco Pannella - Riformatori                | 1 886  | 2,48  |  |  |  |  |  |
| Totale                        | Totale                   | Totale                                            | 76 010 | 100   |  |  |  |  |  |
|                               |                          |                                                   |        |       |  |  |  |  |  |
| Fonte: Ministero dell'interno |                          |                                                   |        |       |  |  |  |  |  |

### XIII legislatura

#### Risultati proporzionale
| Coalizioni        | Coalizioni                         | Liste                                     | Liste                              | Voti   | %     |
| ----------------- | ---------------------------------- | ----------------------------------------- | ---------------------------------- | ------ | ----- |
|                   | Polo per le Libertà                |                                           | Forza Italia                       | 12.862 | 17,52 |
|                   | Polo per le Libertà                | Alleanza Nazionale                        | 8.903                              | 12,13  |       |
|                   | Polo per le Libertà                | CCD-CDU                                   | 2.375                              | 3,24   |       |
| Totale coalizione | Totale coalizione                  | 24.140                                    | 32,89                              |        |       |
|                   | Lega d'Azione Meridionale          | Lega d'Azione Meridionale                 | Lega d'Azione Meridionale          | 21.859 | 29,78 |
|                   | L'Ulivo                            |                                           | Partito Democratico della Sinistra | 15.303 | 20,85 |
|                   | L'Ulivo                            | Rinnovamento Italiano                     | 2.120                              | 2,89   |       |
|                   | L'Ulivo                            | Popolari per Prodi (PPI-SVP-PRI-UD-Prodi) | 1.945                              | 2,65   |       |
|                   | L'Ulivo                            | Federazione dei Verdi                     | 1.051                              | 1,43   |       |
| Totale coalizione | Totale coalizione                  | 20.419                                    | 27,82                              |        |       |
|                   | Progressisti                       |                                           | Rifondazione Comunista             | 4.510  | 6,14  |
|                   | Lista Pannella - Sgarbi            | Lista Pannella - Sgarbi                   | Lista Pannella - Sgarbi            | 1.068  | 1,45  |
|                   | Movimento Sociale Fiamma Tricolore | Movimento Sociale Fiamma Tricolore        | Movimento Sociale Fiamma Tricolore | 455    | 0,62  |
|                   | Partito Socialista                 | Partito Socialista                        | Partito Socialista                 | 287    | 0,39  |
|                   | Gruppo Indipendente Libertà        | Gruppo Indipendente Libertà               | Gruppo Indipendente Libertà        | 267    | 0,36  |
|                   | Ambientalisti                      | Ambientalisti                             | Ambientalisti                      | 222    | 0,30  |
|                   | Mani Pulite                        | Mani Pulite                               | Mani Pulite                        | 176    | 0,24  |
| Totale            | Totale                             | Totale                                    | Totale                             | 73.403 |       |

#### Risultati uninominale
|                               | Giancarlo Cito ✔️ Eletto | Lega d'Azione Meridionale | 33 960 | 45,91 |  |  |  |  |  |
|                               | Michele Pelillo          | L'Ulivo                   | 26 073 | 35,25 |  |  |  |  |  |
|                               | Pietro Cerullo           | Polo per le Libertà       | 13 941 | 18,85 |  |  |  |  |  |
| Totale                        | Totale                   | Totale                    | 73 974 | 100   |  |  |  |  |  |
|                               |                          |                           |        |       |  |  |  |  |  |
| Fonte: Ministero dell'interno |                          |                           |        |       |  |  |  |  |  |

### XIV legislatura

#### Risultati proporzionale
| Coalizioni        | Coalizioni                | Liste                     | Liste                                 | Voti   | %     |
| ----------------- | ------------------------- | ------------------------- | ------------------------------------- | ------ | ----- |
|                   | Casa delle Libertà        |                           | Forza Italia                          | 19.652 | 28,08 |
|                   | Casa delle Libertà        | Alleanza Nazionale        | 7.880                                 | 11,26  |       |
|                   | Casa delle Libertà        | CCD-CDU                   | 1.261                                 | 1,80   |       |
|                   | Casa delle Libertà        | Nuovo PSI                 | 515                                   | 0,74   |       |
| Totale coalizione | Totale coalizione         | 29.308                    | 41,88                                 |        |       |
|                   | L'Ulivo                   |                           | La Margherita (Dem - PPI - RI- UDEUR) | 12.462 | 17,81 |
|                   | L'Ulivo                   | Democratici di Sinistra   | 9.206                                 | 13,15  |       |
|                   | L'Ulivo                   | Il Girasole (FdV - SDI)   | 756                                   | 1,08   |       |
|                   | L'Ulivo                   | Comunisti Italiani        | 708                                   | 1,01   |       |
| Totale coalizione | Totale coalizione         | 23.132                    | 33,05                                 |        |       |
|                   | Lega d'Azione Meridionale | Lega d'Azione Meridionale | Lega d'Azione Meridionale             | 8.867  | 12,67 |
|                   | Rifondazione Comunista    | Rifondazione Comunista    | Rifondazione Comunista                | 3.016  | 4,31  |
|                   | Lista Di Pietro           | Lista Di Pietro           | Lista Di Pietro                       | 2.606  | 3,72  |
|                   | Democrazia Europea        | Democrazia Europea        | Democrazia Europea                    | 1.228  | 1,75  |
|                   | Lista Pannella - Bonino   | Lista Pannella - Bonino   | Lista Pannella - Bonino               | 1.169  | 1,67  |
|                   | Fiamma Tricolore          | Fiamma Tricolore          | Fiamma Tricolore                      | 522    | 0,75  |
|                   | Paese Nuovo               | Paese Nuovo               | Paese Nuovo                           | 113    | 0,16  |
|                   | Abolizione scorporo       | Abolizione scorporo       | Abolizione scorporo                   | 23     | 0,03  |
| Totale            | Totale                    | Totale                    | Totale                                | 69.984 |       |

#### Risultati uninominale
|                               | Massimo Ostillio ✔️ Eletto | L'Ulivo                   | 28 126 | 39,97 |  |  |  |  |  |
|                               | Cosimo D'Antona            | Casa delle Libertà        | 27 174 | 38,62 |  |  |  |  |  |
|                               | Giancarlo Cito             | Lega d'Azione Meridionale | 9 776  | 13,89 |  |  |  |  |  |
|                               | Nicola Russo               | Lista Di Pietro           | 1 703  | 2,42  |  |  |  |  |  |
|                               | Annamaria Lacava           | Democrazia Europea        | 1 693  | 2,41  |  |  |  |  |  |
|                               | Massimo Mancini            | Lista Emma Bonino         | 1 115  | 1,58  |  |  |  |  |  |
|                               | Pierdaniele Friscira       | Fiamma Tricolore          | 776    | 1,10  |  |  |  |  |  |
| Totale                        | Totale                     | Totale                    | 70 363 | 100   |  |  |  |  |  |
|                               |                            |                           |        |       |  |  |  |  |  |
| Fonte: Ministero dell'interno |                            |                           |        |       |  |  |  |  |  |